# Pier Giorgio Gawronski
Pier Giorgio Gawronski (Roma, 9 maggio 1957) è un economista e giornalista italiano.

## Biografia
Laureato a Roma in economia, si è specializzato in economia internazionale a Ginevra e a Oxford. Ha lavorato nell'Ufficio Studi di banche e organizzazioni internazionali (OCSE, UNCTAD), concentrandosi sul problema della povertà globale, dell'aggiustamento strutturale, e delle politiche di stabilizzazione macroeconomica. Ha tenuto cattedra in alcune università internazionali. Ha compiuto delle esperienze a favore dei diritti umani in America Latina per conto di Amnesty International (1979-1984). In Cile ha avviato la sua attività di giornalista free-lance, concentrandosi sul tema dei diritti umani e degli esperimenti monetaristi. 
In Italia, è stato consulente economico presso la Presidenza del Consiglio dei ministri. Dal 2002 ha avviato un impegno politico: è stato parte attiva dei comitati dei "Cittadini per l'Ulivo", esprimendo critiche nei confronti della classe dirigente accusata di aver provocato il "deterioramento" delle istituzioni. Nel 2007 si candida alle elezioni primarie per la segreteria del Partito Democratico ed entra nella Segreteria Nazionale del Partito, dove si impegna a favore della partecipazione dal basso. Dal 2011 tiene un blog su Il Fatto Quotidiano, e dal 2018 su Huffington Post.
È figlio di Jas Gawronski, europarlamentare di Forza Italia.